# Léopold Payen
Pour les articles homonymes, voir Payen.
 (juin 2018).
Si vous disposez d'ouvrages ou d'articles de référence ou si vous connaissez des sites web de qualité traitant du thème abordé ici, merci de compléter l'article en donnant les références utiles à sa vérifiabilité et en les liant à la section « Notes et références ».
Léopold Pierre Damien Payen est un architecte français, né à Agen le 22 février 1830 et mort dans la même ville le 17 août 1911, auteur d'un grand nombre de bâtiments publics en Lot-et-Garonne.
Il est le neveu de Gustave Bourrières (1807-1867), architecte de la ville d'Agen en 1830, architecte en chef du département de Lot-et-Garonne en 1832, architecte des édifices diocésains d'Agen en 1854. Il est le père d'Édouard Payen (1870-1912), architecte.

## Biographie
Il a suivi les cours de l'École nationale des arts et métiers d'Angers où il s'est familiarisé à la technique des métiers. Il est rentré à Agen en 1848 et a été le collaborateur assidu de son oncle Gustave Bourrières, architecte du département où il a pris le goût de l'architecture. Il s'est alors rendu à Paris où il est admis dans l'atelier d'Henri Labrouste où il a eu pour camarades William Bouwens van der Boijen, Julien Guadet, Anatole de Baudot. Puis il est retourné à Agen, revenant travailler avec son oncle.
Il a construit quatorze gares ou stations sur le chemin de fer du Midi, de Moissac à Aiguillon. Dans le Lot-et-Garonne, il a édifié la prison départementale d'Agen en collaboration avec son oncle Georges Bourrières (1807-1867), l'asile de vieillards d'Agen, un hospice cantonal, un asile d'aliénés à Agen, l'école normale d'instituteurs et celle d'institutrices.
Il est allé en Espagne, appelé par une société qui édifiait des logements à Santander, puis a travaillé avec M. de Lajonquière qui étudiait des gisements métallifères à proximité. Il est rentré à Agen, en juin 1860. Il s'est marié le 17 octobre 1860 avec sa cousine, fille de l'architecte Bourrières qui est devenu son beau-père.
À partir de 1855, il a construit avec son oncle la chapelle des Carmes sur la coteau de l'Ermitage, la maison des Petites Sœurs des pauvres, avenue de Bordeaux, le Temple protestant, cours Victor-Hugo.
Il a été nommé architecte en chef du département de Lot-et-Garonne le 31 décembre 1865 en remplacement de son oncle, position que des membres de sa famille ont occupée depuis 1811. Il a conservé ce poste jusqu'en 31 décembre 1905. 
Il a édifié un asile d'aliénés à Agen, travail qui était encore nouveau.
Il a été nommé inspecteur des édifices diocésains d'Agen par arrêté du 22 décembre 1873 en remplacement  de  Pierre Verdier et a achevé l'église Saint-Hilaire, ancienne église des cordeliers qu'il avait commencée. Il a été l'inspecteur de Victor Baltard, Paul Abadie, Juste Lisch, Joseph Vaudremer et Pierre Bénouville.
On lui doit la construction en 1874 d'un ancien hôtel particulier dit Maison Jailles, 7 rue Auguste-Gué, à Agen. Il a construit le piédestal du monument au poète Jasmin.
Quand a été fondée la Société du musée d'Agen, la municipalité d'Agen a mis à sa disposition deux hôtels particuliers en 1876. Il a restauré ces hôtels et a assuré la responsabilité de toutes les réparations à faire aux hôtels d'Estrades et de Vaurs. À la fin des travaux, il a offert au musée des beaux-arts une partie de sa collection d'œuvres d'art.
Il a réalisé huit églises, cinq presbytères. Il a restauré quarante-neuf églises et quinze presbytères. Il a construit quatre clochers et en a restaurés autant. Il a édifié deux temples protestants et en a restauré un. Il a construit la flèche de l'église Sainte-Foy d'Agen avec son fils.
Il a aussi fait les plans de douze écoles, cinq halles, deux mairies.
Vers 1860, il a réalisé la première transformation du château de Roquepiquet. En 1898, il restaure le château de Frégimont qui avait été transformé en mairie-école.
En 1883, il est intervenu sur la consolidation de l'église Saint-Jean-Baptiste de Mézin.
En 1904 l'hôtel de préfecture d'Agen est en grande partie détruit par un incendie. Léopold Payen en dirige la reconstruction pendant cinq ans.